# Conrad Richter
Conrad Michael Richter (Pine Grove, 13 ottobre 1890 – Pottsville, 30 ottobre 1968) è stato uno scrittore, sceneggiatore e giornalista statunitense la cui opera letteraria è incentrata sul tema della vita lungo la frontiera americana.

## Biografia
Nacque da una famiglia di origine tedesca. Iniziò a scrivere come giornalista e successivamente si sposò con Harvena Maria Achenbach, dalla quale ebbe una figlia. Nel 1924 esordì come autore pubblicando alcuni racconti sulla rivista Bookman e più tardi si trasferì a New York. Morì all'età di 78 anni.

## Opere

### Romanzi
- 1937 - The sea of Grass
- 1942 - Tacey Cromwell
- 1943 - The Free Man
- 1947 - Always young and fair
- 1953 - The Light in the Forest
- 1955 - The Mountain on the Desert
- 1957 - The Lady
- 1960 - The Waters of Kronos
- 1962 - A simple Honorable Man
- 1964 - The Grandfathers
- 1966 - A country of strangers
- 1967 - Over the Blue Mountain

TRILOGIA "The Awakening Land" :
- 1940 - Gli alberi (The trees)
- 1946 - I campi (The fields)
- 1950 - La città (The town)

### Racconti
- 1936 - Early Americane and other stories
- 1948 - Smoke over the prairie and other stories

### Opere postume
- Brothers of no kin and other stories (1924)
- The Rawhide knot and other stories (pubblicato nel 1985)

### Sceneggiature
1939 - Passaggio a Nord-Ovest (Northwest Passage) di King Vidor

## Riconoscimenti
- 1951 – Premio Pulitzer per la narrativa a La città
- 1961 – National Book Award per The Waters of Kronos

## Al cinema
Nel 1947 dal suo primo romanzo The sea of Grass il regista Elia Kazan trasse il film Il mare d'erba con Katharine Hepburn e Spencer Tracy.